# Мирјана Вачић
Мирјана Вачић (Сомбор, 19. септембар 1933 — Београд, 11. октобар 2019) била је југословенска и српска филмска и позоришна глумица. Завршила је југословенску књижевност и Позоришну академију. Играла је у театру у Осјеку и Атељеу 212. У Атељеу 212, играла је представе попут "Јајета" у режији Бојана Ступице и "Виктор" у режији Миће Поповића.

## Филмографија
|                   | 1950 | 1960 | 1970 | 1980 | Укупно |
| ----------------- | ---- | ---- | ---- | ---- | ------ |
| Дугометражни филм | 0    | 2    | 1    | 1    | 4      |
| ТВ филм           | 0    | 3    | 1    | 0    | 4      |
| ТВ серија         | 0    | 0    | 1    | 0    | 1      |
| Кратки филм       | 1    | 0    | 0    | 0    | 1      |
| Укупно            | 1    | 5    | 3    | 1    | 10     |

| Год.     | Назив                                      | Улога \|- style="background: Lavender; text-align:center; " | 1950.-те | 1950.-те | 1950.-те | 1950.-те |
| 1958.    | Споменицима не треба веровати Кратки филм  | /                                                           |          |          |          |          |
| 1960.-те |                                            |                                                             |          |          |          |          |
| 1961.    | Мица и Микица ТВ филм                      | /                                                           |          |          |          |          |
| 1965.    | Отац ТВ филм                               | /                                                           |          |          |          |          |
| 1968.    | Мартин Крпан с врха ТВ филм                | /                                                           |          |          |          |          |
| 1968.    | Делије                                     | Певачица (као Мира Вачић)                                   |          |          |          |          |
| 1969.    | Низводно од сунца                          | /                                                           |          |          |          |          |
| 1970.-те |                                            |                                                             |          |          |          |          |
| 1970.    | Љубав на сеоски начин ТВ серија            | Лазина швалерка                                             |          |          |          |          |
| 1971.    | Улога моје породице у свјетској револуцији | /                                                           |          |          |          |          |
| 1971.    | Нирнбершки епилог ТВ филм                  | Северина Смаглевска                                         |          |          |          |          |
| 1980.-те |                                            |                                                             |          |          |          |          |
| 1985.    | У затвору                                  | /                                                           |          |          |          |          |